# Subprime

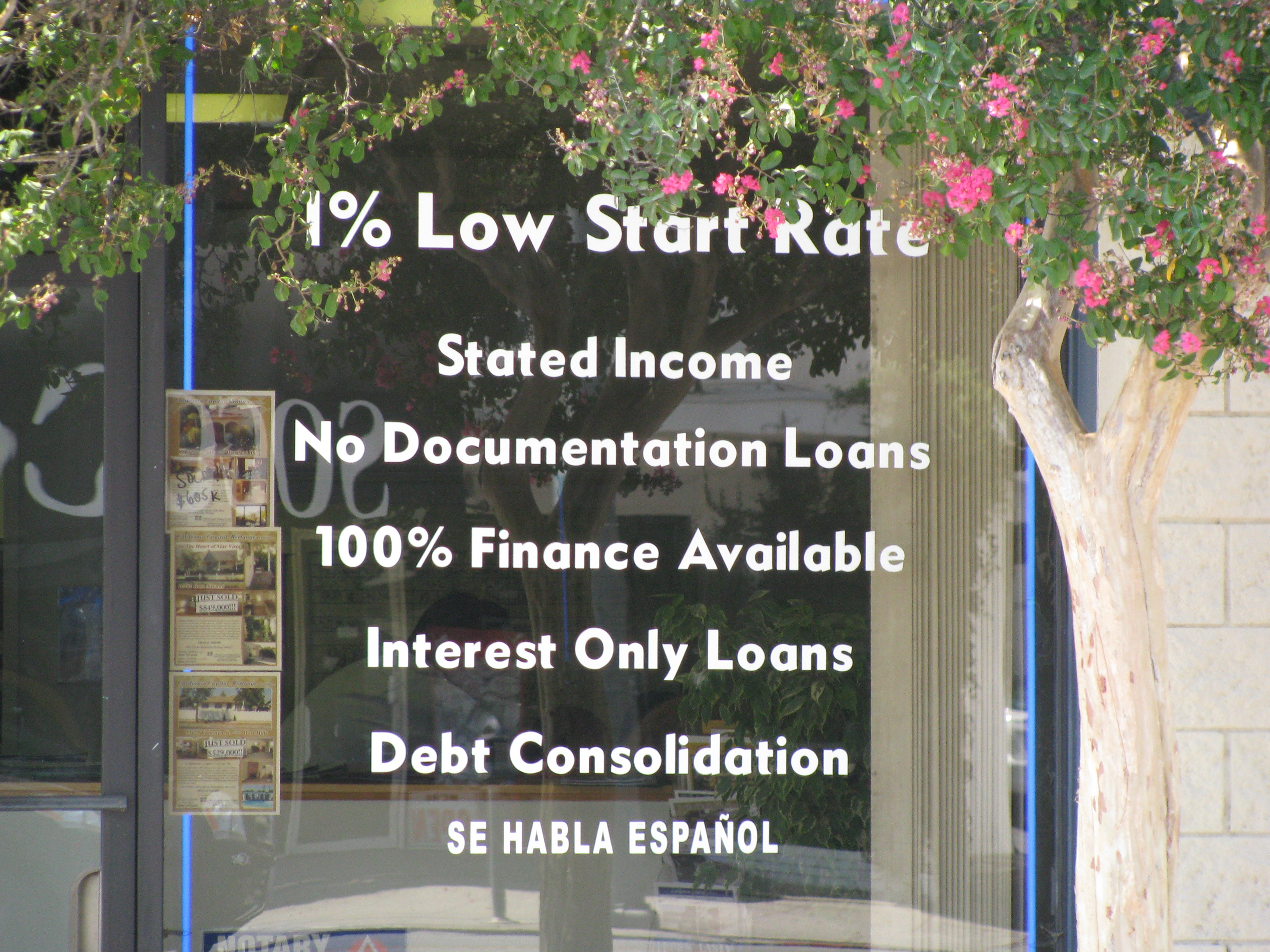
Pubblicità di un mutuo subprime negli Stati Uniti

Subprime (Subprime lending), B-Paper, near-prime o second chance sono termini della lingua inglese che indicano quei prestiti che, nel contesto finanziario statunitense, vengono concessi ad un soggetto che non può accedere ai tassi di interesse di mercato, in quanto ha avuto problemi pregressi nella sua storia di debitore.
Il termine, in particolare il prefisso "sub-", fa riferimento alle condizioni inferiori a quelle ottimali del prime loan, considerando il maggior grado di rischio del rapporto di obbligazione. Il termine subprime si riferisce ad un'ampia varietà di strumenti di credito, quali i mutui subprime, i prestiti d'auto subprime, le carte di credito subprime.

## Storia
Dalla metà degli anni novanta le banche americane cominciarono a concedere massicciamente mutui ai clienti non meritevoli di fiducia creditizia, la successiva insolvenza di massa di questi mutuatari, però (aggravata dall'aumento dei tassi), ha contribuito in maniera determinante alla crisi finanziaria scoppiata 13 anni dopo. Secondo alcune tesi ciò sarebbe stato favorito dalle politiche democratiche del governo Clinton ma l'argomento è controverso. Dal 1998, il 25% dei mutui ipotecari concessi sono stati classificati come subprime.
Il credito subprime si è evoluto quando domanda ed offerta si sono incontrate nel mercato. Con un ambiente economico in costante fluttuazione ed il debito dei consumatori in perenne crescita, i prestatori tradizionali sono diventati nel tempo più cauti ed hanno abbandonato un grande numero di potenziali clienti. Statisticamente, circa il 25% della popolazione americana cade nella categoria subprime (punteggio di credito inferiore a 620). La maggior liquidità a disposizione delle famiglie contribuì, inoltre, alla bolla immobiliare, come, viceversa, la loro insolvenza obbligò le banche a vendere forzatamente le case avute in garanzia, deprimendo, così, le quotazioni del mercato immobiliare.
Coloro che proponevano i mutui subprime negli Stati Uniti hanno sottolineato il ruolo che questo tipo creditizio ha nell'estendere l'accesso al mercato del credito a consumatori che altrimenti non l'avrebbero. Eppure gli oppositori hanno criticato l'industria del credito subprime per aver messo in atto pratiche predatorie, come l'aver accettato clienti che con ogni evidenza non avevano le risorse per soddisfare i termini dei contratti o aver portato le rate dei mutui a tasso variabile a un livello insostenibile per i redditi medi, senza consentire una rinegoziazione dei debiti o un allungamento della loro durata. Il credito subprime avrebbe garantito un diritto ad un accesso universale al credito, ma in modo non selettivo rispetto agli impieghi. Altre iniziative, come il microcredito alle imprese o prestiti d'onore agli studenti meno abbienti, consentono un accesso a queste categorie, ma privo di guadagni speculativi.
Queste critiche sono aumentate notevolmente a partire dal 2006, in risposta alla crescente crisi dell'industria statunitense dei mutui ipotecari subprime: centinaia di migliaia di debitori sono stati costretti all'insolvenza e per molte compagnie prestatrici è stata presentata istanza di bancarotta. Parte delle potenziali sofferenze sono state ribaltate in crediti cartolari: obbligazioni "garantite" da mutui subprime ad alto rischio di insolvenza che gli istituti di credito hanno venduto ai risparmiatori, o collocato direttamente nei portafogli dei loro fondi di investimento. In questo modo, le perdite non sono evidenziate a bilancio, depennando i crediti inesigibili, e sono pagate dai risparmiatori. L'obbligazione, infatti, non è un titolo a capitale garantito in caso di fallimento dell'emittente, e i titoli subprime non sono garantiti dalla propria banca di fiducia, ma dal mutuo a rischio di sofferenza: se il mutuo non è pagato, non pagano interesse, e se è dichiarata l'insolvenza, non sono più cedibili, comportando la perdita del capitale.

## Descrizione
I prestiti subprime sono dunque prestiti rischiosi sia per i creditori sia per i debitori, vista la pericolosa combinazione di alti tassi di interesse, cattiva storia creditizia del debitore e situazioni finanziarie poco chiare o difficilmente documentabili, associate a coloro che hanno accesso a questo tipo di credito. Un'attività subprime si qualifica prevalentemente per lo stato della parte debitrice. Un mutuo subprime è, per definizione, un mutuo concesso ad un soggetto che non poteva avere accesso ad un tasso più favorevole nel mercato del credito.
I debitori subprime hanno tipicamente un basso punteggio di credito e storie creditizie fatte di inadempienze, pignoramenti, fallimenti e ritardi. Poiché i debitori subprime vengono considerati ad alto rischio di insolvenza, i prestiti subprime hanno tipicamente condizioni meno favorevoli degli altri tipi di credito. Queste condizioni includono tassi di interesse, parcelle e premi più elevati.

### L'attività di creditosubprime
Non c'è un profilo di credito ufficiale che cataloga un mutuatario come subprime, anche se negli Stati Uniti il termine viene usato convenzionalmente in riferimento a chi contrae un prestito avendo un "punteggio di credito" inferiore a 620. I prestiti subprime sono associati a garanzie basse o nulle dei debitori. Talora non sono chieste dagli istituti di credito; altre volte il cliente medio non è in grado di fornirle.
Alla concessione di crediti privi di garanzie contribuiscono diversi fattori: la libertà di licenziamento e un mercato del lavoro flessibile che non consentono ai mutuatari di disporre di un reddito stabile e sicuro, il ricorso all'indebitamento per abitudini consumistiche ovvero per un reddito insufficiente per cui gli stessi beni dovrebbero garantire molteplici finanziamenti, una legislazione sfavorevole per i creditori in materia di recupero crediti, la presenza di coperture finanziarie dei rischi alternative alle garanzie fornite dal cliente.

### I prestatorisubprime
Per avere accesso a questo mercato in crescita, i prestatori si assumono il rischio associato all'attività di credito nei confronti di debitori scarsamente affidabili, con un "punteggio di credito" basso o molto basso.
Si crede che i prestiti subprime costituiscano un rischio addirittura maggiore per il prestatore, a causa delle suddette elevate caratteristiche di rischio della controparte.
I prestatori usano diversi metodi per coprire questi rischi: in molti prestiti subprime, il rischio viene coperto con un tasso di interesse più alto; per quanto riguarda le carte di credito subprime, ai possessori vengono addebitate tariffe di mora più elevate, in aggiunta a varie tariffe annuali. Inoltre, a differenza delle carte di credito Prime, non viene dato generalmente ai clienti un intervallo temporale di "tolleranza", in cui i pagamenti possono essere ancora effettuati senza conseguenze, nonostante la scadenza. Una volta addebitate sul conto, le tariffe di mora possono anche spingere il credito oltre il limite previsto, e sfociare in ulteriori penali. Tutto ciò determina introiti più elevati per i prestatori, in una sorta di circolo vizioso.

### I debitorisubprime
Il subprime dà a coloro che contraggono un prestito l'opportunità di avere accesso al credito. Costoro usano questo credito concesso per acquistare abitazioni, oppure per finanziare altre forme di spesa, come l'acquisto di un'automobile, la ristrutturazione della casa, o persino rimborsare una carta di credito ad alti interessi. Ad ogni modo, a causa dell'elevato profilo di rischio dei clienti subprime, il costo di questo accesso al credito è un tasso di interesse più elevato.
Generalmente, coloro che contraggono un prestito subprime presentano una varietà di caratteristiche peculiari di rischio, tra le quali:
- Due o più pagamenti di crediti pregressi effettuati oltre 30 giorni dopo la scadenza negli ultimi 12 mesi, oppure uno o più pagamenti effettuati 60 giorni oltre la scadenza negli ultimi 36 mesi;
- Dichiarazione di bancarotta negli ultimi 5 anni;
- Insolvenza su un mutuo negli ultimi 24 mesi;
- Alte probabilità relative di inadempienza come evidenziato, ad esempio, dai punteggi degli istituti di credito inferiori a 620.

## Creditosubprime

### Mutui ipotecarisubprime
Come per il credito subprime, anche i mutui ipotecari subprime vengono così definiti in base al tipo di consumatore al quale vengono accordati. Stando alla linea guida del Dipartimento del Tesoro Americano, "i debitori subprime hanno tipicamente una storia creditizia che include insolvenze, o addirittura problemi più gravi, come avvisi di garanzia, pignoramenti, e bancarotta. Tipicamente hanno anche una bassa capacità di rimborso, così come essa viene misurata dai punteggi di credito e dal rapporto debiti/reddito, o da altri criteri che riescono a supplire un profilo di credito incompleto".
Generalmente, i mutuatari subprime hanno bassi redditi od un punteggio di credito al di sotto di 620, in una scala che va da 300 a 850. I mutui subprime hanno un più alto tasso di insolvenza dei mutui prime e il loro prezzo dipende dal rischio che il mutuante si assume.
Nonostante la maggior parte dei mutui per la casa non rientri in questa categoria, i mutui subprime hanno proliferato a partire dai primi anni del XXI secolo. John Lonski, economista di Moody's, afferma che all'incirca il 21% dei mutui contratti dal 2004 al 2006 si sono classificati come subprime, mentre dal 1996 al 2004 la percentuale si assestava al 9%. Negli Stati Uniti i mutui subprime raccoglievano un importo totale di 600 miliardi di dollari nel 2006, capitalizzando circa un quinto sul totale del mercato statunitense dei mutui per la casa.
Ci sono molti tipi differenti di mutui subprime, tra i quali:
- mutui "interest-only", che danno la possibilità a chi contrae il prestito di pagare solo la quota interessi per un determinato periodo di tempo (tipicamente 5-10 anni);
- mutui "pick-payment", che permettono ai mutuatari di scegliere un tipo di pagamento mensile;
- mutui a tasso fisso iniziale che diventano nel tempo mutui a tasso variabile.

Tra i prestatori subprime la popolarità dell'ultimo mutuo descritto è cresciuta rapidamente a partire dagli anni 90. Al suo interno vengono infatti inclusi i mutui "2-28", che offrono un tasso di interesse iniziale basso che resta fisso per due anni, dopo di che il piano di ammortamento viene ricompilato con un tasso di interesse più elevato per la vita residua del mutuo, in questo caso 28 anni. Quest'ultimo tasso è tipicamente agganciato ad un indice (ad esempio, 5% sopra il LIBOR a scadenza annuale).

### Carte di creditosubprime
A partire dagli anni 90, le compagnie di carte di credito hanno iniziato ad offrire le carte di credito subprime a quei debitori con un basso punteggio di credito ed un passato di insolvenze, pignoramenti o bancarotta. Spesso queste carte iniziano con bassi limiti di credito, accompagnati da tariffe estremamente alte e tassi di interesse che possono essere anche superiori al 30%.
Recentemente, a partire dal 2007, sono emerse nel mercato nuove carte di credito subprime. Il mercato stesso è diventato più concorrenziale e gli istituti di credito sono stati costretti a rendere le loro offerte più appetibili per i consumatori.
Ora, difatti, gli interessi per le carte di credito subprime partono dal 9,9%, anche se in molti casi compiono escursioni oltre il 24%.
Resta il fatto che le carte di credito subprime possono anche aiutare a migliorare bassi punteggi di credito, nel caso in cui le pendenze vengano saldate regolarmente. I report positivi vengono compilati di solito entro 90 giorni dalle agenzie di credito.

## Critiche al creditosubprime
I mercati dei capitali operano sulla base del postulato che ad un determinato rischio deve essere associato un dato premio: gli investitori che si assumono il rischio comprando, ad esempio, azioni, si aspettano un tasso di rendimento più elevato di quanto non si aspettino gli investitori che comprano Titoli di Stato a basso rischio. Lo stesso avviene per i mutui e i prestiti in generale. Concedere un credito subprime rappresenta un investimento più rischioso, dunque i prestatori applicano un più alto tasso di interesse di quanto non farebbero in presenza di un debitore solido ed affidabile.
Secondo Alan Greenspan, è stata l'eccessiva cartolarizzazione dei mutui subprime americani a dare il via all'attuale crisi di solvibilità delle banche ed ha ammesso che la situazione era stata sottovalutata. La vicenda dei mutui subprime ha aperto una falla enorme nell'attuale modello del capitalismo che riserva alle sole banche ed altre istituzioni finanziarie minori la funzione creditizia. Seguendo gli insegnamenti di Milton Friedman un nuovo modello di capitalismo dovrebbe prevedere l'eliminazione della riserva posta dall'intervento statale e la liberalizzazione della funzione creditizia, ma altri economisti di orientamento  postkeynesiano ritengono invece che sia necessario un intervento regolatore del sistema, in quanto il laissez faire anche in campo finanziario è eccessivo, con le crisi inevitabili e periodiche aumenta le disuguaglianze, che contraggono i consumi e avvitano l'economia nella recessione.

## La crisi statunitense dei mutuisubprime
A partire dalla fine del 2006, l'industria statunitense dei mutui subprime è entrata in quella che molti osservatori hanno definito una catastrofe. Un'ascesa vertiginosa nel tasso di insolvenza di mutui subprime ha costretto decine di agenzie di credito al fallimento o alla bancarotta; in primis la New Century Financial Corporation, precedentemente il secondo prestatore subprime della nazione. Il fallimento di queste compagnie ha provocato il collasso dei prezzi delle loro azioni, in un mercato che capitalizza 6.500 miliardi di dollari, minacciando più ampi effetti sul settore abitativo americano e persino sull'intera economia USA. La crisi ha ricevuto un'attenzione considerevole dai media USA e dal legislatore americano, nella prima metà del 2007 e nel settembre 2008.